# Gan, Laamu atoll
Gan  är en ö i Haddhunmathiatollen i Maldiverna.  Den ligger i administrativa atollen Laamu atoll, i den centrala delen av landet, 250 km söder om huvudstaden Malé. Ön har via landbankar förbindelse med ön Kadhdhoo med flygplatsen Kadhdhoo Airport och med ön Fonadhoo.